# 4329 Miró
4329 Miró è un asteroide della fascia principale. Scoperto nel 1982, presenta un'orbita caratterizzata da un semiasse maggiore pari a 2,2580679 UA e da un'eccentricità di 0,1031327, inclinata di 5,86283° rispetto all'eclittica.
È dedicato a Joan Miró, celeberrimo pittore spagnolo.